# Rödpunktsikte

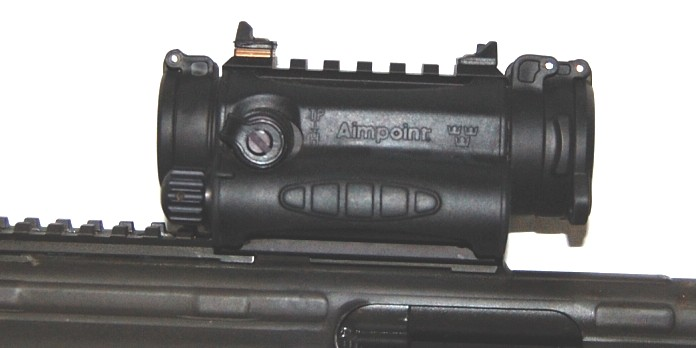
Aimpoint är ett rödpunktssikte som används inom svenska försvarsmakten.

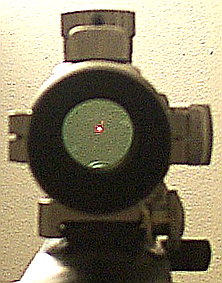
Den röda riktpunkten syns bara i siktet.

Rödpunktsikte är ett optiskt riktmedel av speciell typ som används på handeldvapen. 
Rödpunktssiktet är försett med en ljuskälla (till exempel en lysdiod) som projicerar en röd prick på målet när man kikar genom siktet. Den röda pricken är endast synlig genom siktet och inte på målet självt (jämför med lasersikte).
De första rödpunktssiktena saknade förstoring eftersom tanken var att man skulle ha bägge ögonen öppna när man sköt, vilket tillåter djupseende. Numera finns det även rödpunktssikte med inbyggd förstoring. 
Rödpunktssikten utvecklades för jakt och det svenska företaget Aimpoint har ända sedan starten haft en ledande roll inom området. Under senare tid har rödpunktssikten fått en alltmer ökande militär användning. Inom svenska Försvarsmakten är siktet standardmonterat på Automatkarbin 4 och senare även på Automatkarbin 5. Rödpunktssikten är dessutom tillåtna vid vissa grenar inom pistolskytte. 